# 金英柱
金英柱（1920年9月21日—2021年12月13日），朝鮮勞動黨黨员，朝鮮民主主義人民共和國政治家。官至朝鮮勞動黨中央政治局委員、中央書記局書記，政務院副總理、國家副主席。

## 生平
金英柱為金亨稷和康盤石的幼子，是金日成幼弟，金正日叔父，金正恩叔祖父。在中國東北長大，曾任日本关东军口译员。1937年，他與长兄金日成參與普天堡之戰。1945年，日本投降，二戰結束，金日成在1948年宣布建立朝鮮民主主義人民共和國，金英柱也隨其兄加入政府，並在翌年加入朝鮮勞動黨。此後，他被委派到蘇聯莫斯科國立大學留學。1966年學成歸來的金英柱被委任為勞動黨中央政治委員會（政治局）候補委員、中央書記局書記和中央組織指導部部長，開始進入權力核心。
1970年，金英柱的在勞動黨的排名升至第六位，外界预料他會成為兄長金日成的接班人。翌年，他被委任為南北對話的負責人，並在1972年與大韓民國簽訂《南北共同聲明》。然而，在1973年，他卻不在負責名單之中 。1974年2月，金日成長子金正日被確立為真正的接班人，金英柱鮮有在公開場合出現。不久後，他成為政務院副總理，但隨後失勢隱居慈江道。
1993年，金英柱返回平壤，並出席同年7月26日的「祖國解放戰爭勝利記念塔」完工儀式，這是他事隔18年後再次出現於公開場合，不久後他出任國家副主席一職，但沒有實權。1998年，國家主席和副主席職務被修憲廢除，他轉任最高人民會議常任委員會名譽副委員長。2003年再次連任名譽副委員長，但不久後又再次消失於人前。2010年，他正式宣佈退休，不再出任勞動黨中央政治局委員和中央委員。雖然如此，在2014年3月舉行的最高人民會議中，他當選為議員。
2021年12月15日，朝鲜中央通讯社报道金英柱于近日去世，享寿101岁，他是目前金日成家族中最高寿者，也是最后一位去世的第一代成员。

## 荣誉
- 共和国英雄
- 金日成勋章
- 金正日勋章